# Donátové z Velké Polomi
Donátové z Velké Polomi je slezský šlechtický rod, původem z Opavska. Svůj predikát odvozují od obce Velká Polom.

## Historie
Prvním známým členem rodu byl Vykart z Polomi, jenž žil v letech 1250–1320. Další zmínka o rodu pochází až ze 2. září 1415, kdy Adam a Hanuš Donátové připojili pečeť k manifestu 452 českých šlechticů proti upálení Mistra Jana Husa v Kostnici. Žibřid Donát (1410–1484), syn Hanuše, vlastnil kromě Velké Polomi také Čavisov, Krásné Pole, Lhotku Důlní a Bolatice. Řadil se ke stoupencům Jiřího z Poděbrad a Viktorína z Poděbrad. Roku 1460 byl purkmistrem v Opavě a v roce 1476 pobýval na dvoře opavského knížete v Kladsku.
Jeho syn Jindřich Donát (1440–1513) byl v letech 1468–1509 nejvyšším sudím a nejvyšším komorníkem opavského knížete a jím byl také vyslán na dvůr Vladislava II. do Budína. Roku 1488 prodal Velkou Polom (i s tvrzí a okolními obcemi). Po svatbě s Kateřinou Hejdovou (1474–1514) přesídlil na Novou Cerekev, která se dnes nachází u obce Ketře v Polsku. Jeho vnuk Jindřich Donát z Nové Cerekve plnil v letech 1554–1564 funkci nejvyššího sudího Opavského knížectví. Se svou druhou manželkou Kateřinou Vojkovskou z Milhostic měl syna Albrechta († 1613). Ten postupně majetek Donátů rozprodal (roku 1585 Novou Cerekev, 1598 Vojnovice s Rohozany a roku 1599 Šamařovice). V roce 1593 zakoupil Šnakovský dvůr v Kateřinkách a v Opavě vlastnil Donátovský dům a po sňatku s Alenou Rotmberkovou z Ketře získal také dům na dnešní Masarykově třídě a v roce 1601 přikoupil Zábřeh u Hlučína. Později byl výběrčím zemské berně. Jeho syn Jindřich Karel Donát (1590–1664) byl po stavovském povstání jako katolík císařem odměněn úřadem tajného rady a nejvyššího sudího. Jeho syn Jindřich Karel († 1682) pak svatbou s Marií Magdalénou Syrakovskou z Pěrkova získal Hrabyni a také dvůr v Kylešovicích. V letech 1658–1678 byl hejtmanem zámku v Opavě, v Lublicích a dalších komorních statcích. Potomci Donátů žijí doposud.

## Erb
V erbu měli ve štítě kozla skákajícího vpravo a v klenotu horní polovinu vpravo hledícího kozla.